# Женская сборная Китая по баскетболу
Женская сборная Китая по баскетболу — национальная баскетбольная команда, представляющая Китайскую Народную Республику на международной баскетбольной арене. Управляется Китайской Баскетбольной Ассоциацией. Одна из самых сильных и титулованных азиатских сборных. Команда 11 раз становилась Чемпионом Азии, последний раз — в 2011 году.

## Статистика выступлений

### Олимпийские игры
- 1984: 3-е место
- 1988: 6-e место
- 1992: 2-е место
- 1996: 9-е место
- 2004: 9-е место
- 2008: 4-е место
- 2012: 6-е место
- 2016: 10-е место
- 2020: 5-е место

### Чемпионат мира по баскетболу среди женщин
- 1983: 3-е место
- 1986: 5-е место
- 1990: 9-е место
- 1994: 2-е место
- 1998: 12-е место
- 2002: 6-е место
- 2006: 12-е место
- 2010: 13-е место
- 2014: 6-е место
- 2018: 6-е место
- 2022: 2-е место

### Чемпионат Азии по баскетболу среди женщин
Сборная принимает участие в розыгрыше с 1976 года (6-й розыгрыш). Сборная Китая традиционно считается сильнейшей командой чемпионата, стабильно занимая призовые места на каждом турнире (за исключением Чемпионата Азии 1999 года, когда сборная Китая заняла четвёртое место).
- 1976: 1-е место
- 1978: 2-е место
- 1980: 2-е место
- 1982: 2-е место
- 1984: 2-е место
- 1986: 1-е место
- 1988: 2-е место
- 1990: 1-е место
- 1992: 1-е место
- 1994: 1-е место
- 1995: 1-е место
- 1997: 3-е место
- 1999: 4-е место
- 2001: 1-е место
- 2003: 1-е место
- 2005: 1-е место
- 2007: 2-е место
- 2009: 1-е место
- 2011: 1-е место
- 2013: 3-е место
- 2015: 2-е место
- 2017: 3-е место
- 2019: 2-е место
- 2021: 2-е место
- 2023: 1-е место

### Текущий состав
| Перейти к шаблону «Состав сборной Китая по баскетболу» | Состав сборной Китая по баскетболу |  |

| Поз. | №  | Имя          | Дата рождения (возраст)  | Рост   | Клуб                    |
| ---- | -- | ------------ | ------------------------ | ------ | ----------------------- |
| РЗ   | 3  | Ян Ливэй     | 2 января 1995 (26 лет)   | 176 см | Гуандун Вермилион Бёрдс |
| З    | 4  | Ли Юань      | 29 мая 2000 (21 год)     | 170 см | Шаньдун Сикс Старз      |
| З    | 5  | Ван Сыюй     | 16 октября 1995 (25 лет) | 180 см | Шаньдун Сикс Старз      |
| З    | 6  | У Тунтун     | 27 июня 1994 (27 лет)    | 175 см | Шаньси Флэйм            |
| ЛФ   | 7  | Шао Тин      | 10 декабря 1989 (31 год) | 184 см | Сычуань Блю Уэйлс       |
| Ф    | 8  | Чжан Ру      | 2 сентября 1999 (21 год) | 185 см | Хэнань Феникс           |
| АЗ   | 9  | Ли Мэн       | 2 января 1995 (26 лет)   | 183 см | Ляонин Флаин Иглз       |
| Ф    | 10 | Пань Чжэньци | 5 июля 1995 (26 лет)     | 190 см | Бэйцзин Грейт Уолл      |
| ТФ   | 11 | Хуан Сицзин  | 8 января 1996 (25 лет)   | 190 см | Гуандун Вермилион Бёрдс |
| Ц    | 13 | Сунь Мэнжань | 31 октября 1999 (29 лет) | 197 см | Шаньдун Сикс Старз      |
| Ц    | 14 | Ли Юеру      | 28 марта 1999 (22 года)  | 200 см | Гуандун Вермилион Бёрдс |
| Ц    | 15 | Хань Сюй     | 31 октября 1999 (21 год) | 205 см | Синьцзян Мэджик Дир     |